# Marek Nikodem Jakubowski
Marek Nikodem Jakubowski (ur. 1949) – polski filozof, profesor UMK, Kierownik Zakładu Filozofii Polityki, Członek PTF, Internationale Hegel-Gesellschaft, Intemationale Hegel-Vereinigung; członek (sekretarz) Rady Programowej publicznego Polskiego Radia Pomorza i Kujaw w latach 1994-1999, członek Rady Redakcyjnej „Filo-Sofija”.

## Kariera naukowa
W 1972 ukończył historię na Uniwersytecie Mikołaja Kopernika w Toruniu. W 1980 obronił pracę doktorską Poglądy filozoficzne A. Cieszkowskiego, a w 1992 r. habilitował się na podstawie pracy Historiozofia jako filozofia praktyczna. Hegel a polska filozofia czynu. 

## Zainteresowania
- filozofia historii
- filozofia niemiecka
- filozofia polityczna
- filozofia polska nowożytna
- Georg Wilhelm Friedrich Hegel

## Publikacje
- Czyn. Przyszłość. Naród. Poglądy filozoficzne A. Cieszkowskiego, Warszawa-Poznań 1989.

- „O miłości ojczyzny” Libelta jako odpowiedź na heglowskie “Zasady filozofii prawa” (aspekt wojny), (w:) A. Kłoskowska (red.), Oblicza polskości, Warszawa 1990.

- Historiozofia jako filozofia praktyczna. Hegel a polska filozofia czynu, Bydgoszcz 1991.

- Hegel and the End of Philosophy in the Polish Philosophy of Action of the 1840's, Hegel-Jahrbuch, 1992.

- The Critique of the Revolution as a Metacritique, Hegel-Jahrbuch, 1994.

- Cieszkowskiego koncepcja zła, Wydawnictwo UMK, Toruń 1999.

- Indywidualizm, wspólnotowość, polityka, red. M. N. Jakubowski, A. Szahaj, K. Abriszewski, Wydawnictwo UMK, Toruń 2002.

- Narodowe i uniwersalne. Cztery studia o polskiej filozofii politycznej doby romantyzmu, Wydawnictwo UMK, Toruń 2002.

- Ciągłość historii i historia ciągłości. Polska filozofia dziejów, Wydawnictwo UMK, Toruń 2004.